# Mułła

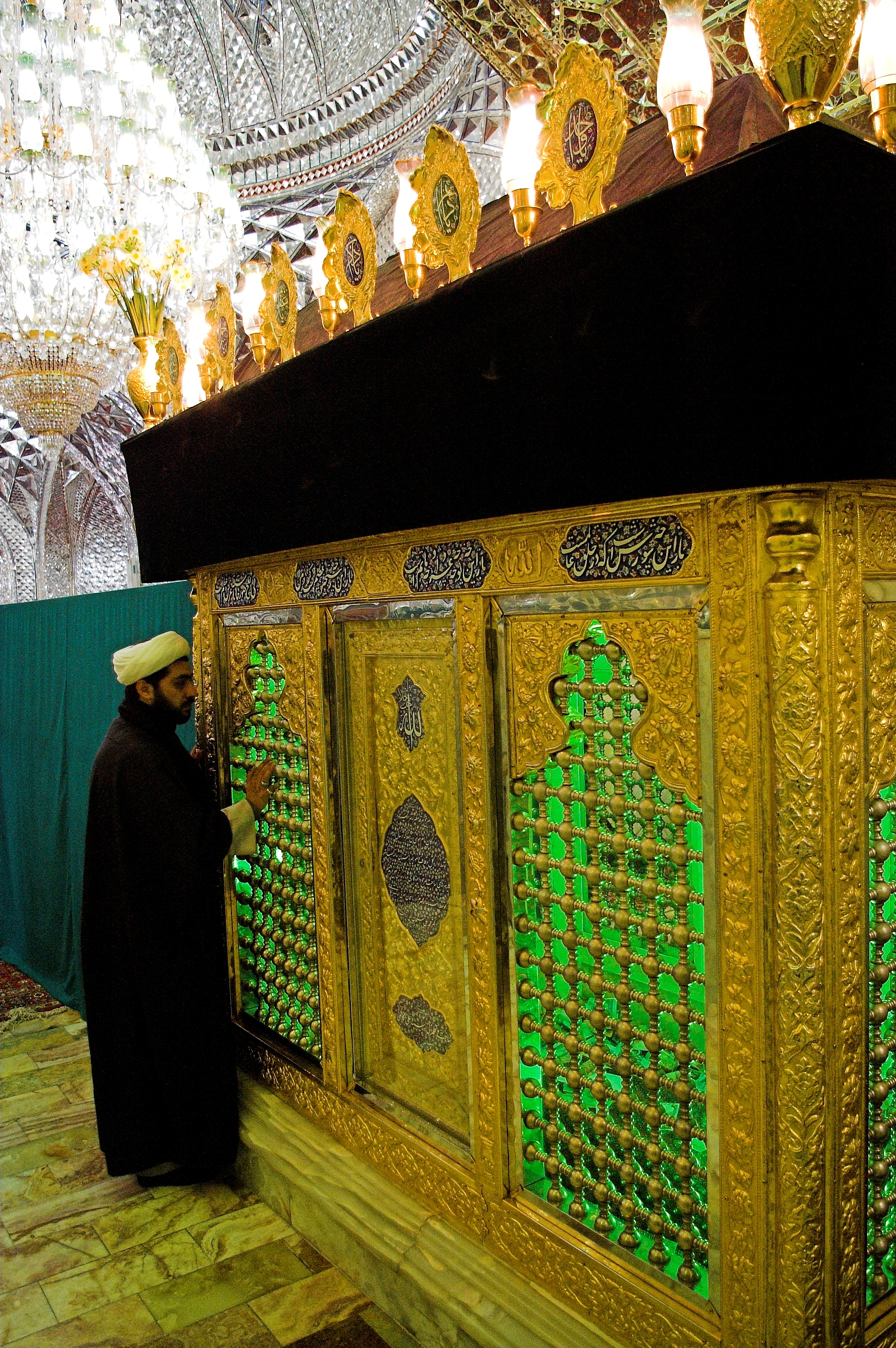
Modlący się mułła

Mułła (pers. ‏ملا‎ mollâ) – w szyizmie: nauczyciel, interpretator praw religijnych i doktryn islamu. Nie jest zaliczany do duchownych. 

## Stopnie duchowieństwa szyickiego
- chadem – świątobliwy dozorca w meczecie, niekoniecznie musi być zawodowym mułłą
- motwalli – zwierzchnicy chademów
- rouzeh-chan – członek najniższej warstwy duchowieństwa w Iranie, którego tytuł znaczy 'śpiewak w ogrodzie'; jego zadaniem jest głoszenie chwały trzeciego imama – Husajna
- waez – tytuł każdego, kto z niższych szeregów kleru osiągnie odpowiedni poziom wyznaniowej edukacji i może prowadzić religijne nauki
- pisz-na-maza – „prowadzący modły”, tytuł duchowny wyższy o stopień od waeza
- Emam-e-Dżomeh – przywódca lokalnej wspólnoty religijnej
- Hodżat ul-Eslam wal-Moselimin (hudżdżat al-islam; dowód islamu) – absolwent wyższych kursów w uczelniach teologii. Uzyskuje on tytuł mudżtahida (tego, który ma odpowiednią wiedzę do samodzielnej interpretacji Koranu oraz prawa muzułmańskiego)
- ajatollah („znak Boga”)
- ajatollah al-uzma („wielki ajatollah”) – taki tytuł może uzyskać najwyższy przywódca szyitów na danym obszarze
- mardża at-taklid („źródło naśladowania”) – najwyższy tytuł w hierarchii „duchownych” w szyizmie. Otrzymują go najbardziej wykształceni alimowie

Należy pamiętać, że w islamie nie występuje oficjalnie żadna hierarchia duchowieństwa (w odróżnieniu np. od katolicyzmu), zaś występowanie swego rodzaju „hierarchii” w szyizmie jest wynikiem wiary w imamów.